# Laurent Eltschinger
Laurent Eltschinger, né le 1er novembre 1972 à Posat, est un auteur suisse de romans policiers.

## Biographie
Laurent Eltschinger naît le 1er novembre 1972 à Posat, dans le canton de Fribourg.
Il est employé de commerce de formation et exerce la profession de documentaliste.
Fin 2019, il participe à un concours littéraire, le « Prix Vanil Noir du polar des terroirs », organisé par les Éditions Montsalvens. Son texte, Le Combat des Vierges, est finaliste du concours.
Il est qualifié de « nouveau Simenon romand » par son éditeur ou encore de « Maigret dzodzet »,. La presse romande rapporte que quatre autres scénarios policiers mettront en scène l'inspecteur JiBé Brun, à raison de deux publications par an,,,. La chaîne TV LaTélé diffuse le 24 septembre 2021 un reportage sur le lieu principal de l'intrigue : la chapelle de Posat. Cette même chaîne consacre le deuxième ouvrage dans l'émission Marque-Page, avant même son lancement sur le marché.
En octobre 2021, Laurent Eltschinger rejoint l'équipe rédactionnelle de la revue semestrielle "L'Écritoire, le livre dans tous ses états". Il y tient une chronique intitulée "L'audition" dans laquelle il interviewe des acteurs de la chaîne du livre, sous la forme d'un interrogatoire de police. Il le signe de son personnage fictif récurrent, l'inspecteur JiBé Brun.
En avril 2022, l'auteur est l'un des quarante bénéficiaires d'un soutien financier s'inscrivant dans le projet national LIBER, visant à promouvoir la littérature suisse.
C'est à fin août 2022 que sort son troisième opus, intitulé Mets de l'eau dans ton vin !, vernis lors de la Fête du Livre de Saint-Pierre-de-Clages, épicentre de cette intrigue policière.
La quatrième enquête de l'inspecteur Brun est publiée le 12 juillet 2023 sous le titre Meurtre compte triple. Le scénario reprend la trame temporelle réelle des 51emes Championnats du monde de Scrabble francophone qui se sont déroulés du 13 au 22 juillet 2023 à Bulle (Suisse). 
Le cinquième opus, intitulé Prélèvement sans gain, sort le 13 août 2024.   

## Œuvres
- Le combat des Vierges, Montreux/Bulle, Suisse, Éditions Montsalvens, 2 juin 2021 (réimpr. août 2021, février 2022), 216 p. (ISBN 978-2-940641-28-4 et 978-2-940641-37-6).
- Sur le plancher des vaches, Montreux/Bulle, Suisse, Éditions Montsalvens, 24 novembre 2021 (réimpr. février 2022), 288 p. (ISBN 978-2-940641-40-6).
- Mets de l'eau dans ton vin !, Montreux/Bulle, Suisse, Éditions Montsalvens, 24 août 2022, 315 p. (ISBN 978-2-940641-43-7)
- Meurtre compte triple, Montreux/Bulle, Suisse, Éditions Montsalvens, 12 juillet 2023, 248 p. (ISBN 978-2-940641-38-3)
- Prélèvement sans gain, Montreux/Bulle, Éditions Montsalvens, 13 août 2024, 167 p. (ISBN 978-2-940641-59-8)